# Maik (Gemeinde St. Jakob in Defereggen)
Maik oder Maick ist ein Einzelhof bzw. eine Einzelsiedlung der Fraktion Oberrotte in der Gemeinde St. Jakob in Defereggen im Defereggental (Osttirol).

## Geographie
Maik liegt am sonnenseitigen Abhang des Weißen Beil rund 280 Meter über der Schwarzach zwischen dem Schettgraben im Westen und dem Steinerbach im Osten. Benachbarte Ortslagen sind die Einzelsiedlung Trogach im Westen, die Einzelsiedlung Ede im Osten, und Maik, der Einzelhof Steingarten im Osten und der Weiler Jesach im Süden.
Maik ist von der Defereggentalstraße erreichbar, wobei die Verbindungsstraße nach Maik kurz vor dem Gemeindezentrum nach Norden abzweigt und über die Innerrotte sowie die Siedlungen Trojen, Außerberg und Ede nach Maik bzw. weiter nach Trogach führt. Die Einzelsiedlung besteht nur aus der Hofstelle Maiger Montz (Oberrotte 3), die einen aus Wohn- und Wirtschaftsgebäude bestehenden Paarhof beherbergt.

## Geschichte
Die Besiedelung von Maik geht auf die Schwaige (Urhof) Trogach zurück. Die Schwaige war die höchstgelegene Schwaige und war freies Eigentum. Auf dem Gebiet der Trogacher Schwaige wurde die Raut (Neurodung) beim oberen Eigen (Obermaik) angelegt, dessen Besitzer als Obmaiger oder Oppenaiger bezeichnet wurde. Die Raut war eine Drittelschwaige und stand im Eigentum der Herren von Hebenstreitzu Glurnhör und Mauer. Die Urbarmachung der Raut erfolgte nach 1545.
Maik wird von der Statistik Austria bis 1951 nicht separat ausgewiesen, sondern bei der Oberrotte oder 1923 vermutlich bei Jesach miteingerechnet. 1951 wird der Einzelhof Maick erstmals mit einem Gebäude und 11 Einwohnern von der Statistik Austria in den Ortsverzeichnissen genannt. 1961 lebten in Maick 10 Menschen, 1971 wurden für Maik ebenfalls 10 Bewohner vermerkt. Letztmals wird Maik im Jahr 1981 separat mit acht Bewohnern ausgewiesen.

## Bauwerke
Das Tiroler Kunstkataster weist für Maik zwei Einträge auf, das Wohnhaus und das Wirtschaftsgebäude des Paarhofs. Das Wohnhaus könnte im Kern aus dem Ende des 16. Jahrhunderts oder Anfang des 17. Jahrhunderts stammen und war in der zweiten Hälfte des 18. Jahrhunderts als Dreiparteienhaus bewohnt. Das zweigeschoßige, traufseitig erschlossenes Mittelflurhaus wurde als Kantholzblockbau auf Bruchsteinfundament mit flachem Satteldach ausgeführt, die Giebelfront im Süden besitzt umlaufende Söller. Im Inneren finden sich talseitig zwei Stuben und die ehemalige Küche mit gemauertem Herd, wobei eine der Stubden inschriftlich 1853 datiert ist. Das Wirtschaftsgebäude wurde ostseitig und in paralleler Firstausrichtung zum Wohngebäude errichtet. In Mischbauweise wurde ein älterer Baukern im Jahr 1931 überformt, wobei Stall, Tenne und Heulege in kombinierter Holzkonstruktion geschoßweise getrennt wurden.